# سعيد مراغة
سعيد مراغة ويعرف أيضًا باسم سعيد موسى (ولد سنة 1927 في سلوان شرقي القدس - توفي سنة 2013 في دمشق)، واسمه الحركي أبو موسى هو سياسي فلسطيني أمين سر حركة فتح - الانتفاضة. قاتل في حرب عام 1948 قبل أن ينضم للجيش الأردني ويصبح ضابطاً فيما بعد. إثر أحداث أيلول الأسود التحق سنة 1970 بحركة فتح وقاتل معها. أصبح قائدًا لقوات العاصفة في لبنان عام 1972. كان أحد أهم القادة العسكريين الفلسطينيين أثناء الحرب الأهلية اللبنانية. أصبح في بداية الثمانينات مدير غرفة عمليات الحركة وعضواً في مجلسها الثوري. أشرف على العمليات المركزية وشارك في التصدي للاجتياح الصهيوني للبنان عام 1982.

## تعليمه
درس المرحلة الأساسية في مدرسة سلوان الابتدائية، وأنهى دورة للضباط في الكلية العسكرية في عَمَّان عام 1954.

## نشاطه السياسي
عمل موظفًا في وكالة الأنباء العربية في عمان، ثمَّ عُيِّن ضابطًا في الجيش الأردني بين عامي 1954 و 1970. التحق في شبابه المبكر بالعمل الوطني متأثرًا بسيرة عائلته النضالية وبالواقع السياسي الذي فرضه وجود الانتداب البريطاني في فلسطين، وشارك في حرب عام 1948 وأصيب في إحدى معاركها قرب القدس، كما شكَّل خلية مسلحّة قامت بعدة عمليات ضد أهداف صهيونيّة في منطقة القدس بين عامي 1949 و 1953. انضمّ للجيش الأردني عام 1953 وخدم في الكتيبة العاشرة ومقرها القدس، وحضر حرب حزيران عام 1967، وشارك في معركة الكرامة عام 1968، وساعد المقاومة الفلسطينية إبان أحداث أيلول عام 1970، ثمَّ انضم إليها مغادرًا إلى سوريا، وساهم في تشكيل قوات اليرموك وقاد كتيبتها الأولى، وأصبح قائدًا لقوات العاصفة في لبنان عام 1972، وتسلّم قيادة القوات الفلسطينية اللبنانية المشتركة في جنوب لبنان، وأصبح عضوًا في المجلس العسكري الأعلى لحركة فتح.
شارك في الحرب الأهلية اللبنانية، وكان على رأس القوات الفلسطينية التي سيطرت على الدامور وطردت قوات الكتائب المارونية منها بداية عام 1976 وفتحت الطريق بين صيدا وبيروت الغربية، وسيطرت على قرية العيشية في نفس العام، وفتحت الطريق لوصول عناصر المقاومة الفلسطينية إلى جبال العرقوب جنوب لبنان. أصبح مساعدًا أول لمدير غرفة العمليات المركزية التابعة للمقاومة الفلسطينية عام 1978، ومثّل منظمة التحرير في مؤتمر التضامن مع الشعوب الأفريقية والشعب الفلسطيني عام 1979، وأصبح عضوًا في المجلس الثوري لحركة فتح عام 1980، وشارك في المواجهة بين المقاومة الفلسطينية والقوات الصهيونية عام 1981، والتي انتهت بتوقيع اتفاقية لوقف إطلاق النار بينهما، وشارك في التصدي للاجتياح الصهيوني للبنان عام 1982، ثم غادر لبنان مع عناصر المقاومة الفلسطينية واستقرّ في سوريا، وقادَ حراكًا داخليًا معارضًا لياسر عرفات عام 1983 أطلق عليه اسم الانتفاضة، فيما وصفه مناصرو عرفات بالانشقاق، وقد انبثق عنه تنظيم فتح الانتفاضة الذي أصبح أمين سره بين عامي 1985 و 1989، وعضو لجنته المركزية عام 1989.
كان أبو موسى يُحسب على التيار الوطني الديمقراطي داخل حركة فتح، وظلَّ مناوئًا للتحوّلات التي طرأت على البرنامج السياسي لفتح، حيث اعترض على قرارات الحل المرحلي عام 1974، وانتقد موافقة حركته على قرارات قمة فاس عام 1981، كما وجّه نقدًا لياسر عرفات واتهمه بالفساد والانخراط في مشاريع التسوية، وبقي ينادى بعودة فتح إلى منطلقاتها الثورية والكفاح المسلح في مواجهة الاحتلال، في المقابل اتُّهم من قبل خصومه من اللبنانيين والفلسطينيين بارتكاب مجازر في الدامور والعيشية أثناء الحرب الأهلية، وبانحيازه التام للنظام السوري.
عانى أبو موسى إذ تعرَّض للاعتقال من قبل السلطات الأردنية عام 1951، وقُدّم لمحكمة عسكرية حكمت عليه بالنفي إلى الضفة الشرقية وألزمته بالحضور إلى مخفر عمان مرتين يوميًا، واعتقلته مرة أخرى مدة عشرين يومًا، وأعفته السلطات الأردنية من الخدمة العسكرية عام 1955 لمدة عام، وأصيب بيده أثناء أحداث أيلول عام 1970، واحتجزه الجيش الأردني لفترة وجيزة، وتعرّض لعدة محاولات اغتيال من خصومه اللبنانيين والفلسطينيين منها محاولة اغتياله عام 1977، حيث أصيب فيها إصابة بالغة نقل على إثرها للعلاج في ألمانيا والنمسا.
أصبح قائدًا لقوات العاصفة في لبنان عام 1972. كان أحد أهم القادة العسكريين الفلسطينيين أثناء الحرب الأهلية اللبنانية. أصبح في بداية الثمانينات مدير غرفة عمليات الحركة وعضواً في مجلسها الثوري. أشرف على العمليات المركزية وشارك في التصدي للاجتياح الصهيوني للبنان عام 1982. سنة 1983 كان أبو موسى، مع أبو صالح وأبو خالد العملة، من أبرز المنشقين الذين أسسوا فتح الانتفاضة. في نوفمبر 2006 فصل مساعده أبو خالد العملة من الحركة على خلفية اتهامه بالارتباط بمجموعة فتح الإسلام.

## وفاته
توفي في دمشق في 28 يناير 2013.